# Seznam představitelů městské části Brno-Maloměřice a Obřany
Seznam představitelů městské části Brno-Maloměřice a Obřany.

## Starostové po roce 1989
| Ve funkci                   | Jméno                  | Strana    |
| 1990 – 1994                 | Vlastimil Břicháček    | KDU-ČSL   |
| 1994 – 1998                 | Vlastimil Břicháček    | KDU-ČSL   |
| 1998 – 2002                 | Vlastimil Břicháček    | KDU-ČSL   |
| 2002 – 2006                 | Vlastimil Břicháček    | KDU-ČSL   |
| 8. 11. 2006 – 10. 11. 2010  | Jarmila Kocmanová      | ODS       |
| 10. 11. 2010 – 10. 11.2014  | Ing. Klára Liptáková   | KDU-ČSL   |
| 11. 11. 2014 – 15. 11. 2016 | Vlastimil Břicháček    | KDU-ČSL   |
| 15. 11. 2016 – 21. 11. 2018 | Ing. Klára Liptáková   | KDU-ČSL   |
| 21. 11. 2018 – 19. 10. 2022 | Ing. Klára Liptáková   | KDU-ČSL   |
| 19. 10. 2022 – úřadující    | Ing. Ludmila Kutálková | nezávislá |